# Napoleon XIV
Napoleon XIV, pseudonimo di Jerrold "Jerry" Samuels (New York, 3 maggio 1938 – Phoenixville, 10 marzo 2023), è stato un cantante, compositore e produttore discografico statunitense.
Realizzò il singolo di musica demenziale intitolato They're Coming to Take Me Away Ha Haa! nel 1966.

## Biografia
Samuels nacque a New York nel 1938 e divenne un compositore professionista all'età di sedici anni.
Scrisse canzoni per altri famosi artisti come Sammy Davis Jr., Doris Day, Johnnie Ray e altri ancora.
Dal 1956 incise canzoni proprie sotto vari pseudonimi come Jerry Simms. Una delle sue prime canzoni era Puppy Love.
Nel 1966, Samuels incise They're Coming to Take Me Away Ha Haa! sotto lo pseudonimo di "Napoleon XIV". Il pubblico scoprì la sua vera identità quando Bruce Morrow della WABC lo rivelò. 
Il singolo salì subito in classifica arrivando al 1º posto per una settimana, ma venne bandito a causa di alcune proteste a causa della troppa satira sulla mentalità malata descritta dalla canzone. Divenne un brano cult.
Napoleon XIV continuò a fare musica dopo il successo del singolo, incidendo un album con lo stesso nome nel 1966.  
Nel 1968 sarebbe dovuto uscire un secondo album, For God's Sake, Stop the Feces, ma non venne mai pubblicato.  
Nel 1996 Samuels pubblicò l'album The Second Coming. Nel 1998 apparve nell'album compilation Napoleon Complex?. In seguito alternò l'attività di cantante a quella di manager discografico.

## Discografia

### Singoli
- 1956: Puppy Love/The Chosen Few
- 1959: Dancing With a Memory/Dancing Partner
- 1961: Good Luck Orville!/Treasure Supreme
- 1966: They're Coming to Take Me Away, Ha-Haaa!/!aaaH-aH ,yawA eM ekaT ot gnimoC er'yehT
- 1966: I'm in Love with My Red Tricycle/Doin' the Napoleon
- 1973: I Owe a Lot to Iowa Pot/Who Are You to Tell Me Not to Smoke Marijuana?
- 1974: Can You Dig It?/This Is Planet Earth
- 1976: They're Coming to Take Me Away Ha Haa!/Photogenic, Schizophrenic You
- 1990: They're Coming to Take Me Away Ha Haa!/They're Coming to Get Me Again Ha Haa!

### Album
- 1966: They're Coming to Take Me Away Ha Haa!
- 1996: The Second Coming

### Raccolte
- 1998 - Napoleon Complex?